# Robert Woodward
Robert Burns Woodward (Boston, 1917. április 10. – Massachusetts, Cambridge, 1979. július 8.) amerikai származású szerves kémikus, aki 1965-ben „A természetes szerves anyagok szintézisének terén elért eredményeiért” Kémiai Nobel-díjban részesült. Munkásságával jelentős mértékben hozzájárult a modern szerves kémia fejlődéséhez, különösen a komplex természetes anyagok szerkezetének meghatározásával. Szorosan együttműködött a kémiai reakciók elméleti tanulmányozásában Roald Hoffmannal.

## Családja
Woodward a Massachusetts állambeli Bostonban született. Anyja egy skót bevándorló, Margaret Burns, apja Arthur Chester Woodward, egy Massachusetts állambeli Roxbury-i gyógyszerész fia, aki az 1918-as a spanyolnáthában hunyt el.

## Korai évek és tanulmányok
Woodward a fiatal éveit a Quincy-i általános- és középiskolában töltötte, ezalatt erősen érdeklődött a kémia tanulmányozása iránt. Mikorra a főiskolára került már ő irányította és végezte el Ludwig Gattermann később széles körben használt kísérleti szerves kémia kézikönyvének kísérleteit. 1918-ban kapcsolatba került a bostoni német főkonzullal, akinek segítségével sikerült néhány eredeti közleményhez hozzájutnia, amelyek német újságokban jelentek meg. Később, egyik fontos előadásában visszaemlékezett rá, hogy mennyire felvillanyozódott, amikor ezen közlemények közül az egyikben lehetősége volt Diels és Alder eredeti vitáját végigkísérni a Diels-Alder reakciót illetően. Woodward pályafutását végigkísérte ezen reakció ismételt és alapos tanulmányozása mind elméleti, mind pedig kísérleti síkon.
1933-ban bekerült a Massachusetts Institute of Technology (MIT)–ra, de tanulmányi kötelezettségeinek rendszeres elmulasztása miatt a következő évben kicsapták. 1935-ben az MIT visszavette és 1936-ra megkapta a Bachelor of Science (BSc) fokozatot. Mindössze egy évvel később munkásságát az MIT doktori címmel jutalmazta, ugyanekkor osztálytársai még mindig a BSc fokozatuk megszerzésén dolgoztak. Woodward doktori munkája a női nemi hormon, az ösztrogén szintézisével kapcsolatos kutatásokat foglalta magába. Az MIT előírta, hogy a diákok rendelkezzenek kutatási tanácsadóval. Woodward tanácsadója Avery A. Ashdown volt, bár nem teljesen világos, hogy megfogadta volna bármelyik tanácsát. Az Illinois-i Egyetemen eltöltött rövid posztdoktori kitérőt követően 1937 és 1938 között a Harvard Egyetemen kapott junior ösztöndíjat, és különböző tisztségekben élete végéig ott maradt. Az 1960-as években Woodward elnyerte a “Donner Professor of Science” címet, amely mentesítette őt az előadások megtartása alól, így teljes idejét a kutatásnak szentelhette.

## Munkássága
Woodward pályafutásának első nagyobb eredményét azok az 1940-es évek elején megjelent közlemények jelentették, amelyek a természetes anyagok szerkezetének UV spektroszkópiával történő meghatározásáról szóltak. Woodward összegyűjtött egy jelentős mennyiségű megfigyelési adatot és szabályok sorozatát dolgozta ki, amelyeket később “Woodward-szabályok”-nak neveztek el. Ezeket a szabályokat nemcsak újonnan felfedezett természetes anyagok, hanem szintetikus anyagok szerkezetének meghatározására is fel lehet használni. Az újonnan kifejlesztett műszeres technikák célszerű felhasználása jellemző volt Woodward pályafutására és gyökeres változást jelentett az addig használatos különösen fárasztó és hosszadalmas kémiai szerkezeti meghatározási módszerekhez képest.
1944-ben posztdoktorával, William von Eggers Doeringgel közösen Woodward közzétette a malária kezelésében használt alkaloidnak, a kininnek a szintézisét. Bár a szintézist áttörésként hozták nyilvánosságra a japánok által elfoglalt Délkelet-Ázsiából nehezen beszerezhető gyógyszeralapanyag hozzáférhetőségét tekintve, valójában ennek alkalmazása gyártási szempontból hosszadalmas és munkaigényes lett volna. Mindazonáltal ez mégis egy mérföldő volt a kémiai szintézis történetében.
Nevéhez fűződik többek között a B12-vitamin, a tetraciklinek és a klorofill szintézise. Kutatásainak köszönhetően vált ismertté a penicillin (1945), sztrichnin, (1948), oleandomycin (1960), és 1964-ben, a híres-hírhedt gömbhal (puffer fish) méreg, a tetrodotoxin szerkezete.
Több tudományos díjat kapott élete folyamán. A legnagyobb díjat, vagyis a kémiai Nobel díjat “A szerves szintézishez való eredményes hozzájárulásáért” kapta meg 1965-ben.